# Hôpital central de Finlande centrale Nova
L'hôpital central de Finlande centrale Nova (finnois : Keski-Suomen Sairaala Nova), est un hôpital du district hospitalier de Finlande centrale situé dans le quartier de Kukkumäki à Jyväskylä en Finlande.

## Présentation
L'hôpital est situé à Kukkumäki à côté de l'ancien hôpital central de Finlande centrale sur son côté ouest. 
L'hôpital est à l'Est de l'échangeur des routes nationales 18, et 23 et de la Länsiväylä.
Le site hospitalier est bordé au nord par Hoitajantie, au sud-est par Kukkumäentie et au nord-ouest par la Länsiväylä.
Les écoles professionnelles Spesia (fi) et Gradia ainsi que l'école de Kukkula (fi) sont voisines de l'hôpital.

## Équipements
Couvrant une superficie d'environ 100 000 m2 l'hôpital a un total de 368 lits en chambre simple situé aux étages 5 à 7 de l'hôpital.  
L'établissement dispose de 10 salles d'accouchement, 24 salles d'opération, 32 salles de soins intensifs et de surveillance, 12 petites salles d'endoscopie, 215 salles d'accueil, 75 chambres d'hôpital de jour, 3 salles de radiothérapie et 3 appareils d'imagerie par résonance magnétique,. 
Un héliport sur le toit est réservé aux vols ambulanciers.

## Organisation
Le nouvel hôpital est organisé en douze centres d'expertise remplaçant les cliniques ambulatoires. 
Il s'agit notamment de centres d'excellence en médecine générale, gastro-entérologie, cardiologie, pneumologie, médecine interne, trouble musculosquelettique, oncologie et médecine palliative, pédiatrie, organes sensoriels, psychiatrie, Médecine physique et de réadaptation, chirurgie et gynécologie.
L'hôpital est aussi un établissement d'enseignement pour les étudiants en médecine, en soins de santé et d'autres domaines,,.
L'hôpital fournit des soins médicaux spéciaux à Jyväskylä aux résidents de sa région en coopération avec les centres de santé de la région, l'hôpital universitaire de Kuopio et quelques autres hôpitaux. L'hôpital est le plus grand hôpital central non universitaire du pays. 
En outre, l'hôpital de Finlande centrale Nova gère le centre de soins de santé primaires de la ville de Jyväskylä pour les résidents du centre-ville et de Kuokkala.

## Galerie

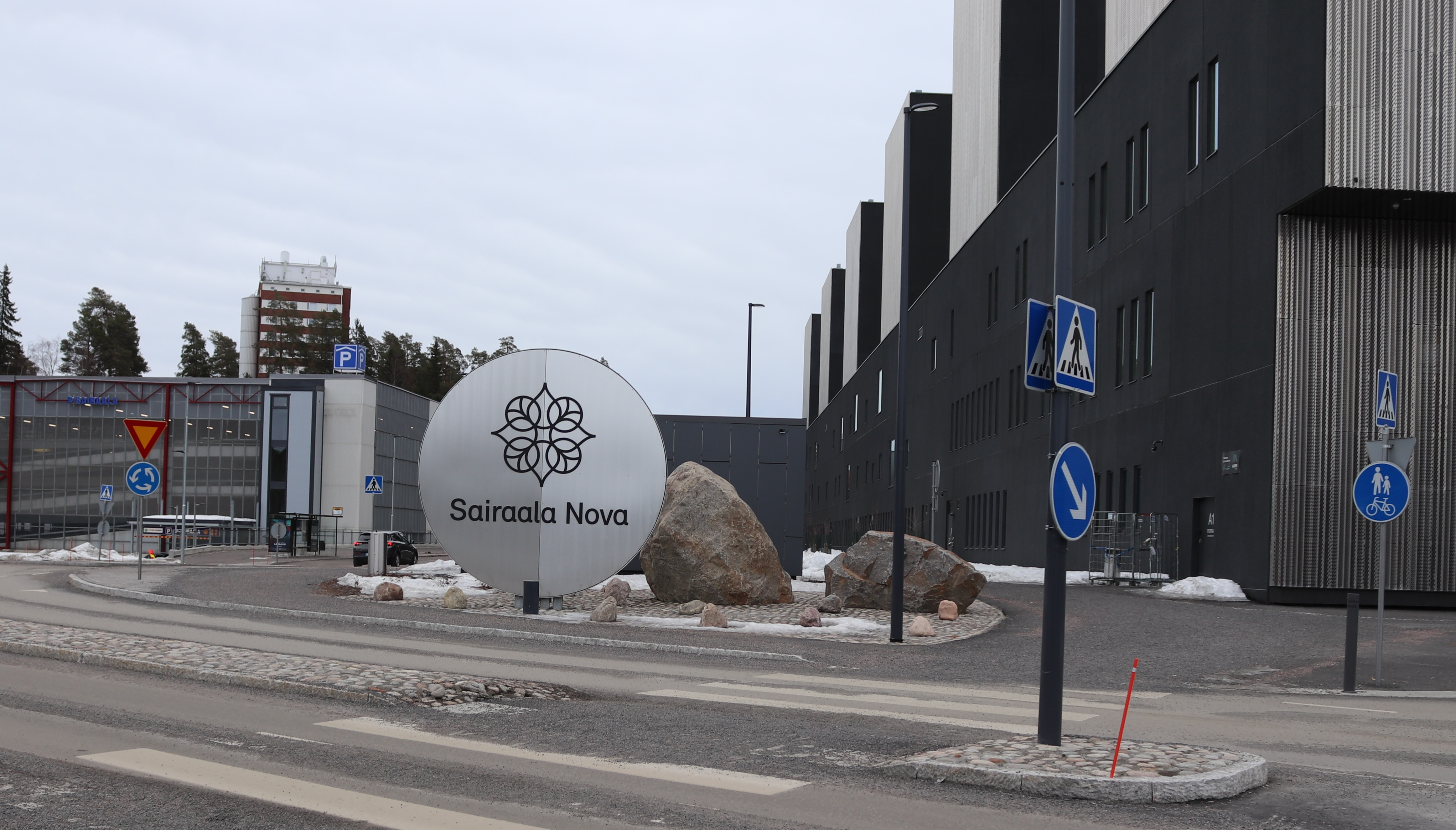
Rue Hoitajantie.
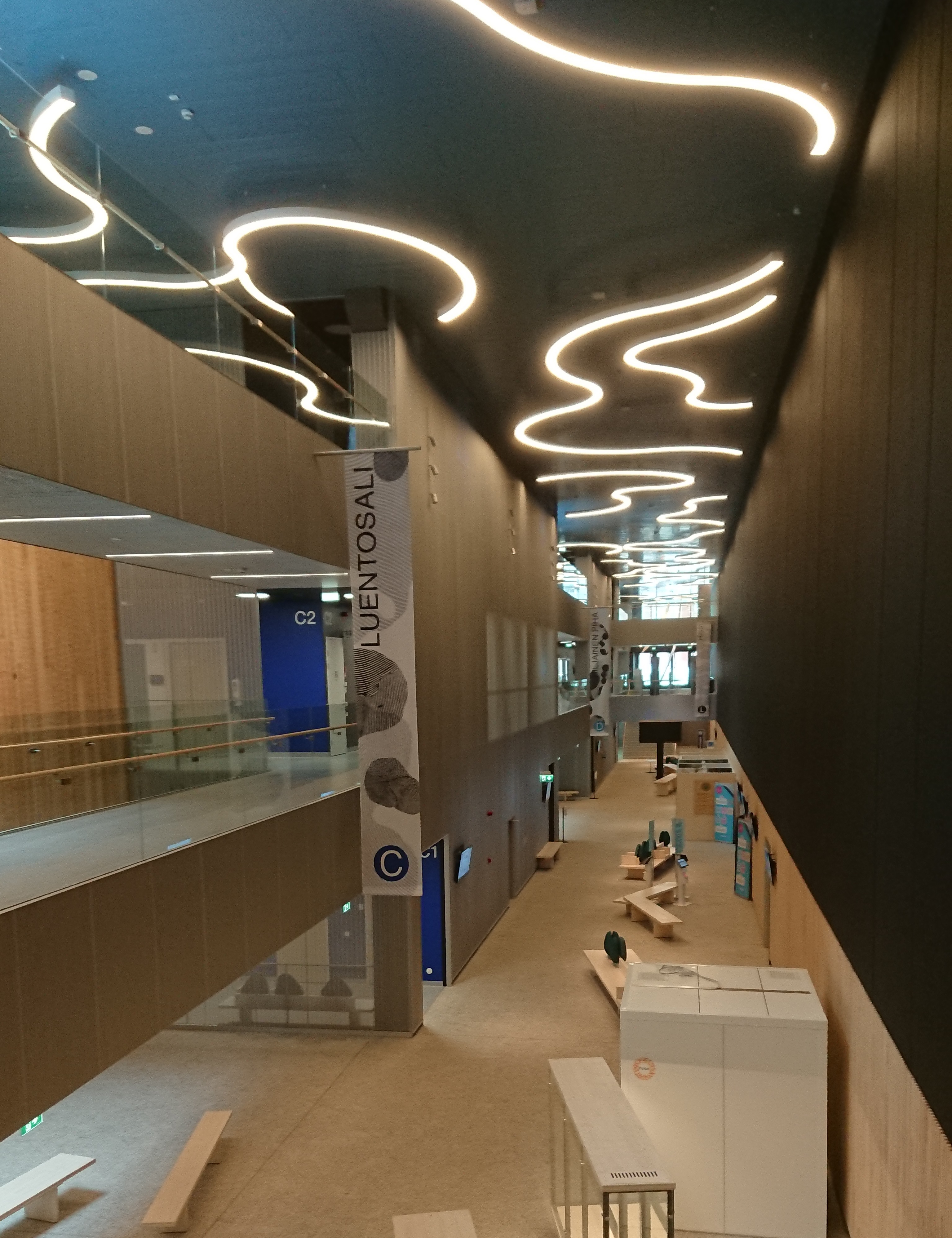
Couloir central.
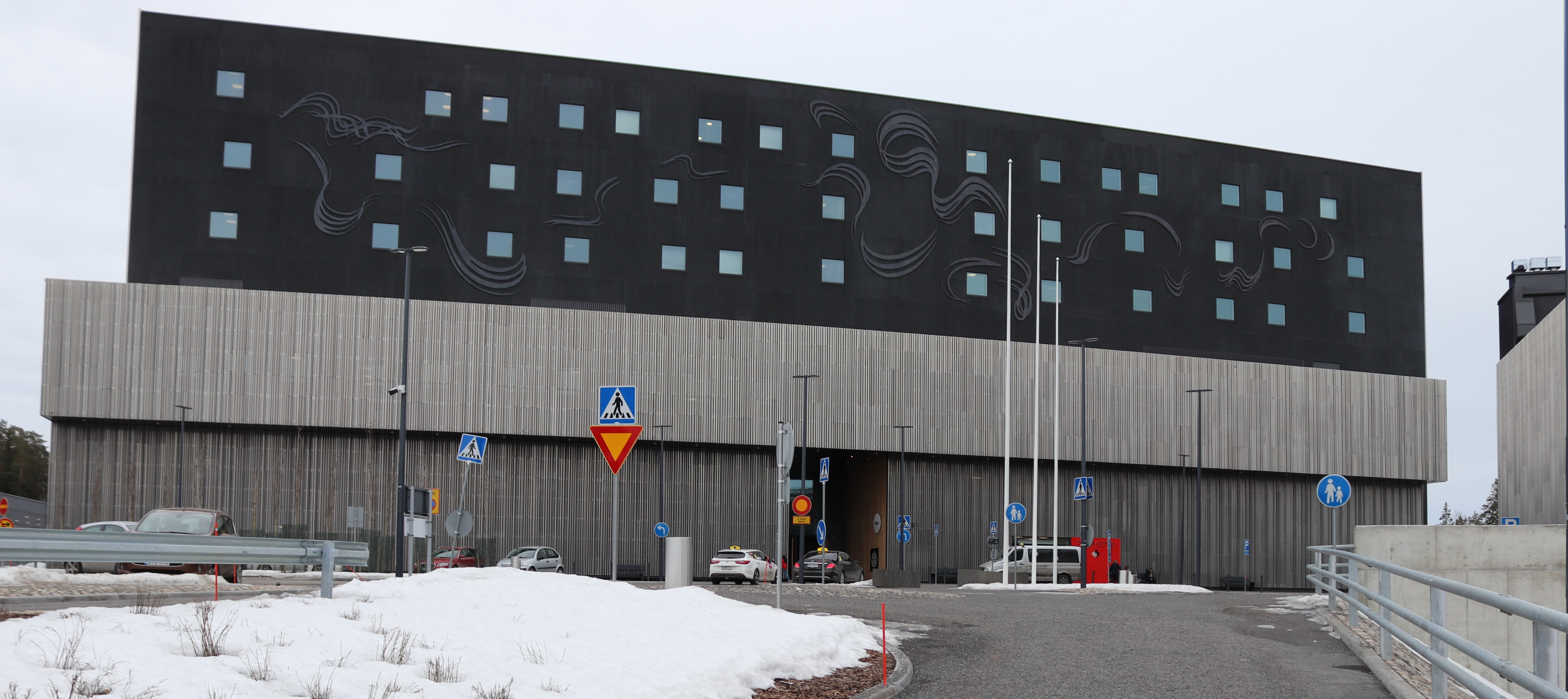
Entrée du bâtiment Nova 1.